# Arkanđel
Arkanđel este o arie protejată (sit de importanță comunitară — SCI) din Croația întinsă pe o suprafață de 36,8 ha, integral marine.

## Localizare
Centrul sitului Arkanđel este situat la coordonatele 43°28′30″N 16°01′34″E / 43.475°N 16.026°E.

## Înființare
Situl Arkanđel a fost declarat sit de importanță comunitară în iulie 2013 pentru a proteja un număr necunoscut de specii din flora spontană și fauna sălbatică aflate în arealul zonei.

## Biodiversitate
Situată în ecoregiunea marină mediteraneană, aria protejată conține 2 habitate naturale: Recifuri, Straturi cu Posidonia (Posidonion oceanicae).
La baza desemnării sitului se află un număr nedeclarat de specii protejate.